# Westerlee-Heiligerlee
De Westerlee-Heiligerlee is een voormalig waterschap in de Nederlandse provincie Groningen.
Het waterschap lag tussen Scheemda en Heiligerlee en was de directe voortzetting van de Onbemalen Polder.
Waterstaatkundig gezien ligt het gebied sinds 2000 binnen dat van het waterschap Hunze en Aa's.